# Trichopeltarion hystricosum
Trichopeltarion hystricosum is een krabbensoort uit de familie van de Trichopeltariidae. De wetenschappelijke naam van de soort is voor het eerst geldig gepubliceerd in 1971 door Garth, in Garth & Haig.